# 송병태
송병태(1938년 10월 1일 ~ )는 대한민국의 정치인이다. 제11·12대 광산구청장을 역임했다.

## 학력
- 본량초등학교
- 정광중학교
- 조선대학교 부속고등학교
- 한국방송통신대학교 행정학과
- 전남대학교 행정학과

## 역대 선거 결과
|  | 86.02% |

|  | 100.00% |

|  | 27.99% |

|  | 33.91% |

|  | 29.00% |